# Runenstein von Beresan

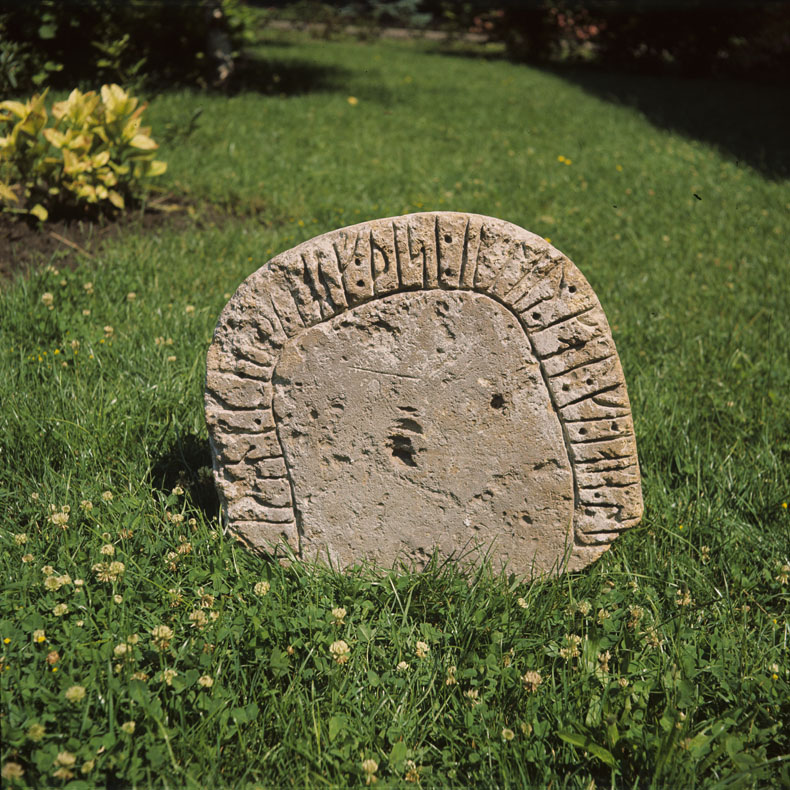
Runenstein von Beresan

Der Runenstein von Beresan ist ein Runenstein wahrscheinlich aus dem 11. Jahrhundert auf der Insel Beresan am Unterlauf des Dnepr, vor dessen Mündung ins Schwarze Meer in der heutigen Ukraine. Es ist der einzige bekannte Runenstein im Gebiet der Kiewer Rus.
Der Steinrest ist 48 cm breit, 47 cm hoch und 12 cm dick und trägt die Inschrift: 
„Grani machte diesen Stein für seinen Partner Karl“.
Inschrift und Form des Steins deuten darauf hin, dass es sich wahrscheinlich um gotländische Kaufleute handelte.
Der Stein wurde im Jahre 1905 bei der Ausgrabung eines Kurgans durch Ernst von Stern, Professor an der Universität Odessa gefunden.
In dem Kurgan, der im 6. oder 5. Jahrhundert v. Chr. errichtet worden war, fanden sich neben der ursprünglichen Beisetzung  48 spätere Körperbestattungen, ein Teil davon in Steinkisten. In einer dieser Kisten lag ein Leichnam auf einem Stein aus Muschelkalk, auf dessen Rückseite die Runenschrift entdeckt wurde.